# توماس دافي (سياسي)
توماس دافي (بالإنجليزية: Thomas Davy)‏ هو سياسي أسترالي، ولد في 1 مايو 1890، وتوفي في 18 فبراير 1933. انتخب عضو الجمعية التشريعية لأستراليا الغربية.